# 三協立山
三協立山株式会社（さんきょうたてやま、英: Sankyo Tateyama,Inc.）は、富山県高岡市に本社を置き、建材・マテリアル・商業施設事業を行う企業である。アルミ建材の業界大手であり、国内シェアは第3位。東証プライム上場企業。

## 概要
三協アルミニウム工業（略称三協アルミ）はサッシなどを中心とした大型施設向け建材、家庭用建材及びエクステリア商品など、立山アルミニウム工業（略称立山アルミ）は住宅向け建材、ビル建材、商業施設向け商品、エクステリア商品などが主な取扱商品であった。競合する部分も多かったが、立山アルミは三協アルミほか大手各社と比較すると法人向けのシェアは低く（窓サッシのシェアは高い）、商業施設向けの建材、サインや什器類に力を入れる傾向にあった。
三協アルミ創業者の竹平政太郎と立山アルミ創業者の竹平栄次は実の兄弟であり、ともに富山県高岡市に本社を置いたことから両社は文字通り兄弟会社であった。弱点の相互補完などを目的として両社は2003年に経営統合を行い三協・立山ホールディングスを設立。なおその際に両社の製造部門をSTプロダクツとして分離（2008年に当社と合併）、さらに営業部門を2006年6月1日に統合し三協立山アルミが発足した。
2012年6月1日にグループ再編に伴ってマテリアル事業を手掛ける三協マテリアル株式会社と商業施設事業を手掛けるタテヤマアドバンス株式会社を吸収合併して現社名に商号変更し、同時に社内カンパニー制を導入。三協マテリアルとタテヤマアドバンスはそのまま社内カンパニーとして三協マテリアル社とタテヤマアドバンス社となったが、建材事業は前身会社の一つだった三協アルミニウム工業株式会社の略称を取り、三協アルミ社となった。同年12月1日に親会社だった三協・立山ホールディングス株式会社を吸収合併した。

## 主な取扱商品
合併前の2社のうち主に三協のみが扱っていたものにはS、立山のみが扱っていたものにはTを末尾に付す。
- ビル建材部門（窓サッシ、断熱素材、内外装建材、手摺、カーテンウォールなど）
- 住宅建材部門（玄関ドア・引き戸、窓サッシ、出窓、インテリア建材など）
- エクステリア部門（エントランス、フェンス、カーポート、テラス、バルコニー、ウッドデッキ、ガーデニング用品など）
- マテリアル部門（自動車部品、精密機器部品、携帯電話やパソコンの筐体など） - S
- 店舗建材（各種ドア、はめ殺し枠、各種窓枠、装飾品など） - T
- 商業施設向け什器（ショーケース、陳列台、ゴンドラ、スライドネットなど） - T
- 商業施設向けサイン他（看板、案内板、掲示板など） - T

## 沿革

### 三協アルミニウム工業
- 1960年（昭和35年）6月20日[2] - 同年5月17日に北陸軽金属を退社した竹本政太郎を初代社長とし[2]、資本金2,000万円、従業員5名の体制で設立[3]。社名の『三協』は、経営理念の一つであった『三者協力』（得意先、従業員、地元の人々の三者が協力する）に由来する[4][5]。
  - なお、一部資料では6月18日[6]であったり、6月21日[7]だったりすつ情報もあるが、6月18日は本社工場の起工式となっている[2]。
- 1961年（昭和36年）3月13日 - アルシン工業株式会社を設立[8]。
- 1966年（昭和41年）12月1日 - 立山合金株式会社を設立[8]。
- 1969年（昭和44年）
  - 5月27日 - 昭和天皇、香淳皇后が2工場を行幸啓する[9]。
  - 12月15日 - 富山軽金属株式会社を設立[10]。
- 1970年（昭和45年）10月27日 - 立山アルミニウム工業と共同で協立アルミ株式会社を設立[11]。
- 1972年（昭和47年）4月1日 - 東証第1部・大証第1部に上場[12]。
- 1973年（昭和48年）6月15日 - 三協工機株式会社を設立[13]。
- 1975年（昭和50年）3月22日 - 三協化成株式会社を設立[14]。
- 1984年（昭和59年）4月1日 - ニューウォールシステム株式会社を設立[13]。
- 1986年（昭和61年）
  - 9月 - 株式会社三協大阪鉄工所を設立[8]。
  - 10月24日 - 富山合金株式会社を設立[15]。
- 1992年（平成4年）- サンクリエイト株式会社を設立（同年12月1日から操業開始[16]）。
- 1999年（平成11年）- 三協物流サービス株式会社（現・ST物流サービス）を設立（同年3月1日営業開始[17]）。
- 2001年（平成13年）12月1日 - 富山軽金属工業株式会社と合併[18]。
- 2003年（平成15年）12月1日 - 立山アルミニウム工業と経営統合し、共同持株会社である三協・立山ホールディングス株式会社を設立[19]。
- 2004年（平成16年）6月1日 - アルミ建材製品の製造事業を新設のSTプロダクツ株式会社へ営業譲渡[20]。

### 立山アルミニウム工業
- 1945年（昭和20年）9月20日 - 竹平栄次により高岡市横田町に竹平製作所を創業（当時の従業員は15人）。鍋および釜の製造からスタートした[21]。
- 1948年（昭和23年）10月15日 - 立山鋳造株式会社として設立[22]。なお、立山とは創業者の名前ではなく、富山を代表する秀峰、立山に因む[23]。
- 1960年（昭和35年）1月21日 - 立山アルミニウム工業株式会社に社名を変更[22]。
- 1966年（昭和41年）12月1日 - 立山合金工業株式会社を設立[24]。
- 1969年（昭和44年）10月27日 - 株式会社トヤマキンゾク（現・三精工業）を設立[25]。
- 1970年（昭和45年）10月27日 - 三協アルミニウム工業と共同で協立アルミ株式会社を設立[11]。
- 1989年（平成元年）12月6日 - 名証第2部に上場[26]。
- 2003年（平成15年）12月1日 - 三協アルミニウム工業と経営統合し、共同持株会社である三協・立山ホールディングス株式会社を設立[19]。
- 2004年（平成16年）
  - 1月9日 - 上海立山商業設備有限公司を設立。
  - 6月1日 - アルミ建材製品の製造事業を新設のSTプロダクツ株式会社へ営業譲渡[20]（アルミ鍛造事業は三協アルミニウム工業子会社の富山合金株式会社へ移管（富山合金株式会社は2010年6月1日付で三協マテリアルに合併[27]））。
- 2005年（平成17年）6月1日 - タテヤマアドバンス（東洋テルミーが同年4月1日付で商号変更[要出典]）が株式会社ショップサービスタテヤマを吸収合併するとともに、立山アルミニウム工業のアルミサイン事業を継承し、サイン事業を統合[28]。
- 2006年（平成18年）4月1日 - 商業施設事業を会社分割によりタテヤマアドバンスへ譲渡。

### 三協立山アルミ→三協立山
- 2006年（平成18年）6月1日 - 三協アルミニウム工業を存続会社として、立山アルミニウム工業を吸収合併し、三協立山アルミ株式会社が発足[29]。
- 2007年（平成19年）6月1日 -
  - 当社のマテリアル事業及びSTプロダクツ株式会社の3工場の土地・建物を共同新設分割により分社化し、三協マテリアル株式会社を設立[30]。
  - 合併により当社の子会社となっていたタテヤマアドバンスの管理事業を、会社分割により親会社の三協・立山ホールディングスへ承継し、同社の直接子会社とする。
- 2008年（平成20年）6月1日 - STプロダクツを吸収合併。
- 2011年（平成23年）4月1日 - 会社分割により金融機関に係る有価証券および出資金の管理事業を親会社の三協・立山ホールディングスへ承継。
- 2012年（平成24年）
  - 6月1日 - 三協マテリアル、タテヤマアドバンスを吸収合併し、三協立山株式会社に商号変更。併せて、社内カンパニー制を導入し、三協アルミ社・三協マテリアル社・タテヤマアドバンス社の3カンパニーとなる[31]。
  - 12月1日 - 親会社の三協・立山ホールディングスを吸収合併。併せて、同社に替わって東京証券取引所市場第一部に上場[32]。
- 2013年（平成25年）12月2日 - 自動車用部品・工作機械部品・電気機械器具部品の加工を手掛ける石川精機株式会社の発行済株式数のすべてを取得し、完全子会社化[33]。
- 2014年（平成26年）
  - 6月1日 - 完全子会社の三協工機株式会社を吸収合併[34]。
  - 9月1日 - 株式会社リョーサンからヒートシンク生産事業にかかる国内事業部門を会社分割により承継、新設された子会社と同社のヒートシンク事業の海外現地法人2社の全株式を取得し子会社化[35]。
    - 国内におけるヒートシンク事業を担う完全子会社は三協サーモテック株式会社として発足。
    - タイの現地法人であるRyosan Engineering(Thailand) Co., Ltd.は子会社化と同時にSankyo Engineering(Thailand) Co., Ltd.に社名変更（なお、タイの法律では株主3名以上を要求しているため、当社子会社の三協ワシメタル株式会社と石川精機株式会社が0.0%未満の少数株主となってグループ3社で全株式を保有する形態をとる）。
    - 中国の現地法人であるRyosan Electronics(Foshan) Co., Ltd.は完全子会社となり、同月中にFoshan Sankyo Electronics Co., Ltd.に社名変更。
- 2015年（平成27年）
  - 3月1日 - アメリカのAleris International,Inc.のアルミニウム押出事業を当社ベルギー子会社のSankyo Tateyama Euro BVBAを通じて事業譲受。
  - 3月2日 - タイでアルミビレット製造、押出・加工を行うThai Metal Aluminium Co., Ltd.を子会社化。
- 2018年（平成30年）1月1日 - コクヨ株式会社のファニチャー事業のうち、店舗用什器の製造・販売などを行うストア事業を会社分割により承継[36]（なお、ストア事業の製品である「YFシリーズ」は商業施設事業を担うタテヤマアドバンス社にて取り扱っていたが、2020年12月31日をもって廃止となった[37]）。

## 関連会社

### 建材事業関連
国内
- 協立アルミ株式会社
- サンクリエイト株式会社
- 三協化成株式会社
- ST物流サービス株式会社
- STメタルズ株式会社

海外
- 三協大同鋁業股份有限公司（台湾）
- SANKYOTATEYAMA PHILIPPINES INC.

### マテリアル事業関連
国内
- 三協ワシメタル株式会社
- 石川精機株式会社
- 三協サーモテック株式会社

海外
- 佛山三協電子有限公司（中国）
- Sankyo Engineering (Thailand) Co.,Ltd.

### 商業施設事業関連
国内
- 三精工業株式会社

海外
- 上海立山商業設備有限公司
- 立山貿易（上海）有限公司

### 国際事業関連
- Sankyo Tateyama Europe BV
- ST Extruded Products Germany GmbH
- 三协立山挤压产品（天津）有限公司
- Thai-Aust Aluminium Co., Ltd.
- Thai Metal Aluminium Co., Ltd.
- Sankyo Tateyama Alloy (Thailand) Co., Ltd.
- Sankyo Tateyama Thailand Co., Ltd.

## その他
- 三協アルミは1980年代前半に『ワールドプロレスリング』（テレビ朝日系）のスポンサーについていた。また、『木曜ゴールデンドラマ』（読売テレビ・日本テレビ系）のスポンサーに1980年4月のスタート時からついていた（1990年代前半に降板、その後は『NNNきょうの出来事』に提供）。現在2021年10月からTBSのテレビ番組『アッコにおまかせ!』にスポンサーを付いた。
- 1980年代の立山アルミのCMには、横山やすしが出演、横山が「横山とちゃいまっせ、立山でっせ」のフレーズで締めていた。
- 立山アルミは1980年代後半に日本テレビの『水曜ドラマ』にスポンサーを付いた。[38]
- 2012年10月に復原工事を終えグランドオープンした東京駅の丸の内駅舎のアルミ製窓450窓全てに三協アルミ社製サッシが採用された。大正時代には木製建具が主流であったことから、過去の文献を基に創造し、当社の持つ技術を結集して「東京駅専用ビル用サッシ」を新たに開発するとともに、フッ素樹脂塗装による表面処理に関しては、現存する岩手銀行を視察するなど試行錯誤の末、色合いを木の風合いにできる限り近づけた。窓の装飾に使われるアルミ製鋳物も当社が手掛けた[39]。
- 2012年、自然換気対応型カーテンウォール、サッシがグッドデザイン金賞を受賞（三協アルミ社との連名）[40]。
- 2014年6月よりテレビCMのイメージキャラクターとして「ドラえもん」を起用[41]。番組スポンサーは2014年 - 2015年の12月、2016年1月と12月、2017年 - 2023年の1月に提供、過去には当番組の特番にも提供していた。原作者の藤子・F・不二雄は、当社の発祥の地でもある高岡市出身である。
- 2021年1月期の日本テレビ系水曜ドラマ『ウチの娘は、彼氏が出来ない!!』では、当社が美術協力し、舞台となる主人公の母娘が住む高級マンションのリビングの一部（直線階段・手すりユニット・間仕切格子）に三協アルミ社製のインテリア建材「AMiS（アミス）」と「LiVERNO（リヴェルノ）」が採用された[42]。この採用を皮切りに、同年4月期はTBS系火曜ドラマ『着飾る恋には理由があって』で主人公たちがルームシェアする高級マンションの直線階段、手すりユニット、間仕切格子にインテリア建材「AMiS」と「LiVERNO」を、玄関ドアの内扉に玄関ドア「FANOVA（ファノーバ）」の両開きドアがそれぞれ採用され[43]、同年7月期は日本テレビ系水曜ドラマ『ハコヅメ〜たたかう!交番女子〜』でドラマの舞台となる主人公たちが勤務する町山交番に形材フェンス「レジリア」を、主人公たちが生活する宿舎に玄関ドア「FANOVA」と床材「Sフロア」がそれぞれ採用され[44]、2022年1月期はテレビ朝日系木曜ドラマ『となりのチカラ』で舞台となる主人公たちが生活するマンションに床材「Sフロア」、アパートドア「AXII」、浴室2枚折ドアが採用され[45]、同年4月期はTBS系火曜ドラマ『持続可能な恋ですか?〜父と娘の結婚行進曲〜』で主人公たちが生活する自宅と主人公が働くヨガスタジオそれぞれの床材に「Sフロア」3色が採用され[46]、同年7月期は日本テレビ系水曜ドラマ『家庭教師のトラコ』で舞台となる主人公が生活するマンションの室内引戸と室内窓にインテリア建材「AMiS」を、生徒の自宅の玄関ドアに「FANOVA」が採用され[47]、2023年1月期はTBS系日曜劇場『Get Ready!』で舞台となる主人公の洋菓子店に室内ドア「LiVERNO」を[48]、日本テレビ系日曜ドラマ『ブラッシュアップライフ』で舞台となる主人公の家の外構に形材フェンス「ハイブリッドT・T」[49]がそれぞれ採用され、同年4月期はTBS系火曜ドラマ『王様に捧ぐ薬指』で主人公のマンションの玄関ドアに「FANOVA」が採用され[50]るなど、連続ドラマ作品への三協アルミ製の建材の採用が多くなっている。なお、ドア類など一部の建材はドラマセット用に特殊納まりにて施工されている。
- 2023年10月には三協アルミ社のTVCMにアートユニット明和電機とコラボレーションを行い、放映されている[51]。